# Cadiotovo–Chodkiewiczovo párování
Cadiotovo–Chodkiewiczovo párování je organická reakce mezi koncovým alkynem a alkynylhalogenidem katalyzovaná měďnou solí (například bromidem měďným) za přítomnosti aminu jako zásady. Produktem je 1,3-diyn nebo dialkyn.
Součástí mechanismu je deprotonace alkynu zásadou, poté se vytvoří acetylid měďný. Oxidační adicí a redukční eliminací na měďné centrum se pak vytvoří nová vazba uhlík–uhlík.

## Možnosti
Na rozdíl od podobného Glaserova párování je Cadiotovo–Chodkiewiczovo párování selektivní a funguje pouze s alkyny a halogenalkyny, přičemž vzniká jediný produkt, zatímco u Glaserova probíhají všechna možná párování.
Cadiotovo–Chodkiewiczovo párování bylo použito k tvorbě acetylenového makrocyklu z cis-1,4-diethynyl-1,4-dimethoxycyklohexa-2,5-dienu. Stejnou výchozí látku lze také zreagovat s N-bromsukcinimidem a dusičnanem stříbrným za vzniku dibromidu:
Reakce probíhá ve směsi methanolu a piperidinu, za přítomnosti bromidu měďného a chloridu hydroxylaminu.